# Ильин, Сергей Спиридонович
Сергей Спиридонович Ильи́н (5 апреля 1925 года — 5 февраля 1945 года) — командир взвода 9-й стрелковой роты 986-го стрелкового полка (230-й стрелковой дивизии, 9-го стрелкового корпуса, 5-й ударной армии, 1-го Белорусского фронта), лейтенант, Герой Советского Союза.

## Биография
Ильин Сергей Спиридонович родился 5 апреля 1925 года в деревне Андреевка Уфимского кантона Башкирской АССР в крестьянской семье.
Русский. Окончил 7 классов. Работал помощником комбайнёра в колхозе «Красный путь».
В Красную Армию призван в феврале 1943 года Уфимским райвоенкоматом Башкирской АССР. В 1944 году окончил Астраханское военное пехотное училище.
В боях Великой Отечественной войны с июня 1944 года. Лейтенант Сергей Ильин особо отличился в период со 2 по 5 февраля 1945 года в боях за удержание плацдарма на левом берегу реки Одер (Германия) восточнее города Врицен (Германия).
Скончался от тяжёлого ранения 5 февраля 1945 года. Похоронен в городе Бад-Фрайенвальде (Восточная Германия).

## Подвиг
5 февраля 1945 года батальон противника повёл наступление в направлении подразделений советских войск. Отражая атаку противника, лейтенант Ильин лично уничтожил два немецких танка, и, будучи дважды ранен, остался в строю, продолжая руководить боем. Бойцы взвода истребили до 120 солдат и офицеров противника и уничтожили ещё один танк.
Всего со 2 по 5 февраля 1945 года взвод С. С. Ильина уничтожил шесть немецких танков, два штурмовых орудия и до двухсот восьмидесяти гитлеровцев, чем способствовал прочному удержанию плацдарма на левом берегу реки Одер".
Указом Президиума Верховного Совета СССР от 6 апреля 1945 года за образцовое выполнение заданий командования и проявленные мужество и героизм в боях с немецко-фашистскими захватчиками лейтенанту Ильину Сергею Спиридоновичу посмертно присвоено звание Героя Советского Союза.

## Награды
- Медаль «Золотая Звезда» Героя Советского Союза (06.04.1945)[4][5].
- Орден Ленина.

## Память
- На здании Новожуковской школы Уфимского района, где учился Герой, установлена мемориальная доска

- МОБУ СОШ села Жуково Уфимского района Республики Башкортостан носит имя С. С. Ильина